# جان جاک کاسو
جان جاک کاسو (انگلیسی: Jean-Jacques Gosso؛ زادهٔ ۱۵ مارس ۱۹۸۳) یک بازیکن فوتبال اهل ساحل عاج است.
وی همچنین در تیم‌های ملی فوتبال ساحل عاج ساحل عاج بازی کرده‌است.